# 히터

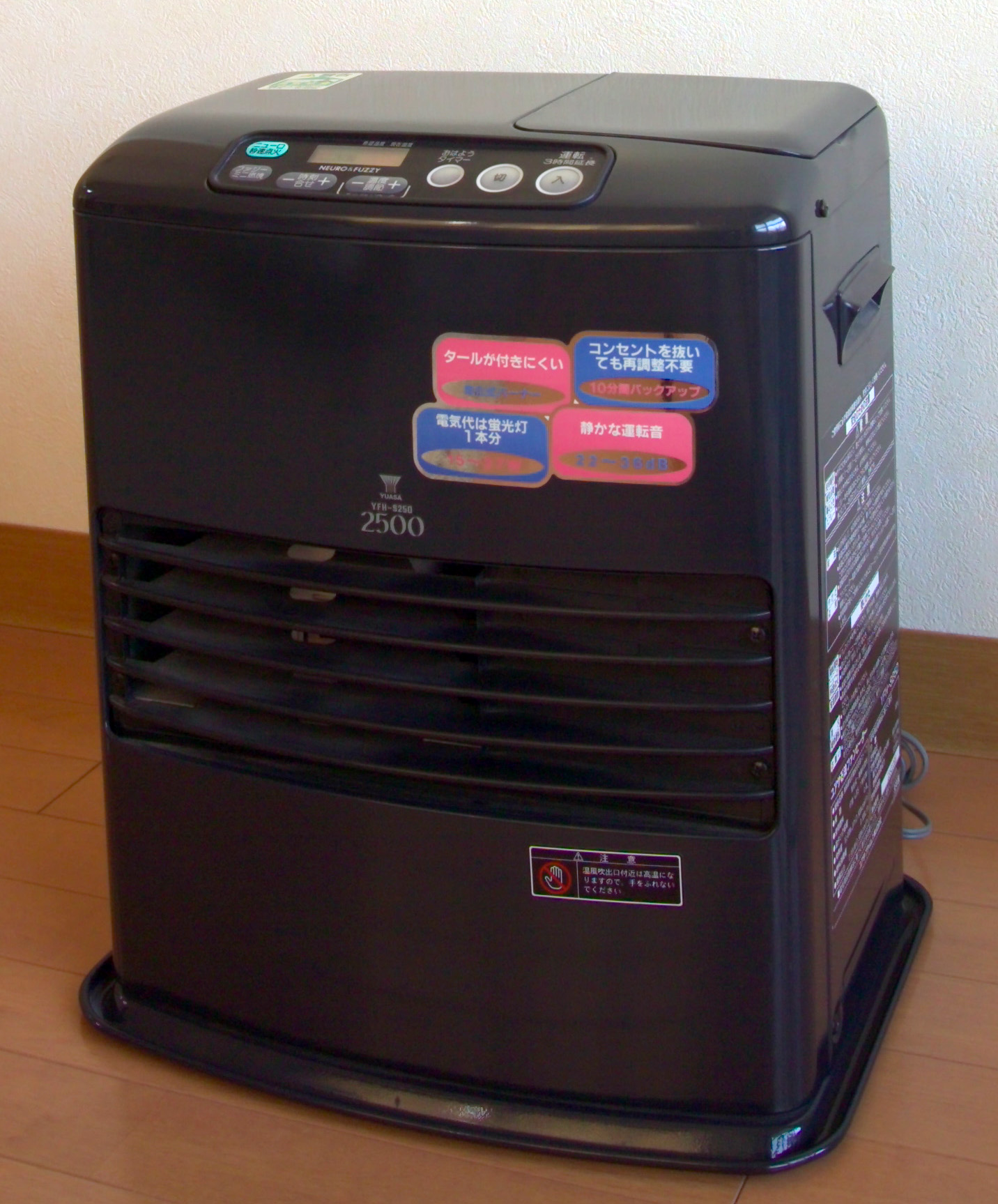
히터

히터(heater)는 난방 장치의 하나로 가스, 전기를 이용하여 온도를 높이는 장치를 말한다. 자동차 안에 있는 히터 등이 있다. 그래서 온풍기라고 가리킨다.

## 같이 보기
- 전기난로
- 난방